# Kadujangkung
Kadujangkung is een bestuurslaag in het regentschap Pandeglang van de provincie Banten, Indonesië. Kadujangkung telt 1641 inwoners (volkstelling 2010).